# Nyctimenius tristis
Nyctimenius tristis là một loài bọ cánh cứng trong họ Cerambycidae.